# Лос-Лагос (комуна)
Лос-Лагос (ісп. Los Lagos) — місто в Чилі. Адміністративний центр однойменної комуни. Населення — 9479 осіб (2002). Місто і комуна входить до складу провінції Вальдивія і регіону Лос-Ріос.
Територія комуни — 1791,20 км². Чисельність населення — 21 286 осіб (2007). Щільність населення — 11,88 чол./км².

## Розташування
Місто розташоване за 33 км на схід від адміністративного центру регіону міста Вальдивія.
Комуна межує:
- на північному сході — з комуною Пангіпульї
- на півдні — з комуною Футроно
- на південному заході — з комуною Паїльяко
- на заході — з комуною Вальдивія
- на північному заході — з комуною Мафіль

## Демографія
Згідно з даними, зібраними під час перепису Національним інститутом статистики, населення комуни становить 21.286 осіб, з яких 10.901 чоловік та 10.385 жінок.
Населення комуни становить 5,7 % від загальної чисельності населення регіону Лос-Ріос. 55,67 % відноситься до сільського населення і 44,33 % — міське населення.